# Giovedì
Giovedì è il giorno della settimana tra il mercoledì e il venerdì, dal latino Iovis dies «giorno di Giove». 

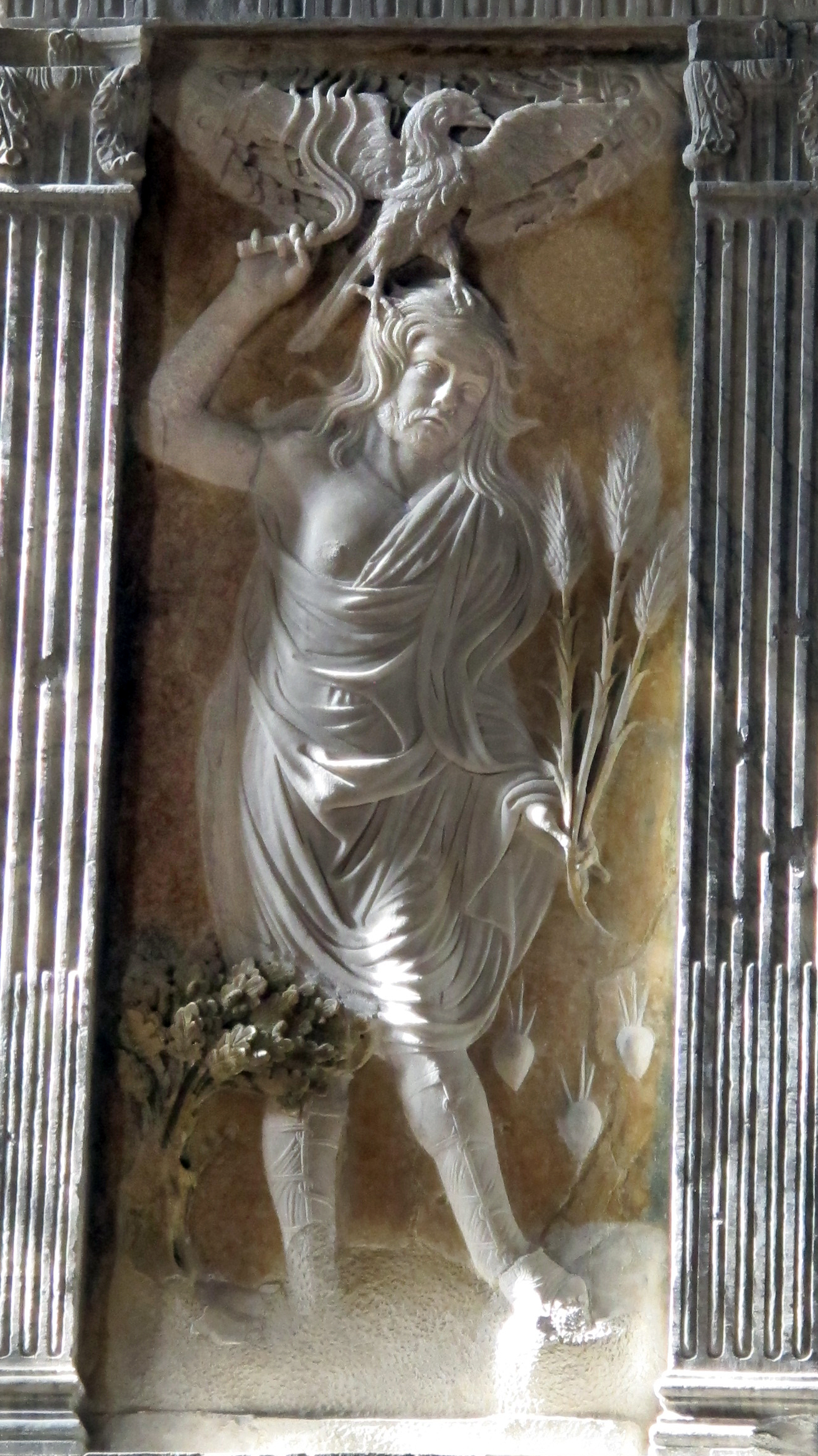
Bassorilievo nella Cappella dei Pianeti del Tempio Malatestiano, raffigurante Giove, astro governatore del giovedì, archetipo della fortuna, del benessere e della ricchezza (opera di Agostino di Duccio).

L'inglese Thursday e il tedesco Donnerstag derivano invece dal nome del dio germanico Thor («tuono», in inglese antico Thur o Thunor e in tedesco Dnar, da cui anche l'inglese moderno thunder e il tedesco donner) che venne equiparato, sulla base delle sue funzioni, a Giove nella interpretatio romana; fulmine e tuono sono infatti collegati alle figure di Thor e Giove.

## Il giovedì nella cultura e nell'arte
Giove, che dà il nome al giovedì, è associato ai concetti di abbondanza, crescita e prosperità, spesso in contrapposizione al venerdì magro. 
Giove è infatti il pianeta più grande del sistema solare, e nella mitologia greco-romana, in cui era conosciuto anche come Zeus, era il capo supremo degli dei olimpici.
Sia Giove che Thor, inoltre, pur rappresentando la forza devastante dei fulmini e delle tempeste, erano associati al potere di fertilizzare i campi. Lo storico Adamo da Brema riferisce che «Thor è signore dell'aria; è lui che comanda al tuono e al lampo, al vento e alla pioggia, al bel tempo e ai raccolti». Tra gli alberi sacri venerati dagli antichi Germani vi era in particolare la quercia, dedicata per la sua maestosità al dio Donar, corrispettivo del norreno Thor.
L'ultimo giovedì del Carnevale è denominato «giovedì grasso» proprio in riferimento all'usanza di eccedere nel mangiare cibi ghiotti, ed è a volte considerato la vera data di inizio della festa, che si protrarrà fino al martedì seguente. Anche un detto popolare romano raccomanda «giovedì gnocchi» come pasto sostanzioso.
In numerologia il giovedì partecipa delle virtù del numero cinque, essendo tradizionalmente conteggiato come il quinto giorno a partire dalla domenica. In astrologia è un giorno propizio per la spiritualità, la giustizia, il benessere e il gioco d'azzardo. Nella Sala delle Arti liberali e dei Pianeti di palazzo Trinci a Foligno, il giovedì corrisponde all'adolescenza fra le sette età della vita umana, ed all'aritmetica fra le scienze.

## Festività religiose e altre ricorrenze
Il giovedì grasso, che dà inizio all'ultima settimana di Carnevale prima del mercoledì delle ceneri, era storicamente un giorno festivo. Nella zona di Firenze è chiamato anche «berlingaccio».
Per il cristianesimo è di particolare importanza il Giovedì santo, nella settimana che precede la Pasqua. Di giovedì, tradizionalmente, cadono le solennità dell'Ascensione (40 giorni dopo Pasqua) e del Corpus Domini (60 giorni dopo Pasqua), spostate in alcuni paesi alla domenica immediatamente seguente.
Negli Stati Uniti cade di giovedì, il quarto di novembre, il giorno del Ringraziamento.
È noto come «giovedì nero» il 24 ottobre 1929, giorno in cui ebbe inizio il crollo economico che portò alla grande depressione.
Giovedì è il giorno in cui nel Regno Unito vengono tradizionalmente tenute le elezioni.